# Вера Циривири
Вера Циривири (мак. Вера Циривири — Трена; 1920 році, Прилеп — 15 липня 1944, Штип) — югославська македонська партизанка часів Народно-визвольної війни Югославії, відома під псевдонімами Тертя, Міца, Світлана та Ленче.

## Біографія
Народилася близько 1920 року в місті Прилеп. Батько — Коста Циривири, провів п'ять років у в'язниці за свої соціалістичні переконання. Мати — Васька Циривири, діячка Комуністичної партії Югославії і майбутня учасниця Народно-визвольної війни. У віці 15 років Вера серйозно захворіла і виїхала в сім'єю на заробітки до Белграду, де і лікувалася. Батько підробляв там кравцем. Перебуваючи на лікуванні, Вера познайомилася з низкою діячів комуністичної партії — серед них були Мирчи Ацев, Страхил Пінджуров, Борка Талескі, Кузман Йосифовський, Кочо Рацин та інші. Вона брала участь в їх мітингах, демонстраціях і протестах. З 1940 року вона увійшла до комуністичної партії Югославії, займалася організацією діяльності партії в рідному Прілепі, а також в Скоп'є, Бітоле і Тиквеш. У 1940 році нею була організована демонстрація македонських комуністів в Ільїн день.

## Друга Світова Війна
Після окупації Югославії німцями і їх сателітами Вера пішла до партизанського підпілля, працювала інструктором і займалася вербуванням добровольців в різних частинах Македонії та їх відправкою на фронт. Найчастіше її можна було зустріти в містах Струга, Кочани, Велес, Штіп і Валандово, де вона знаходила співчуваючих партизанам. Також вона була активною діячкою Союзу комуністичної молоді Югославії, Жіночого антифашистського фронту і народно-визвольних комітетів на територіях, звільнених македонським партизанським підпіллям. Болгарська влада призначила 20 тисяч болгарських левів за голову партизанки.

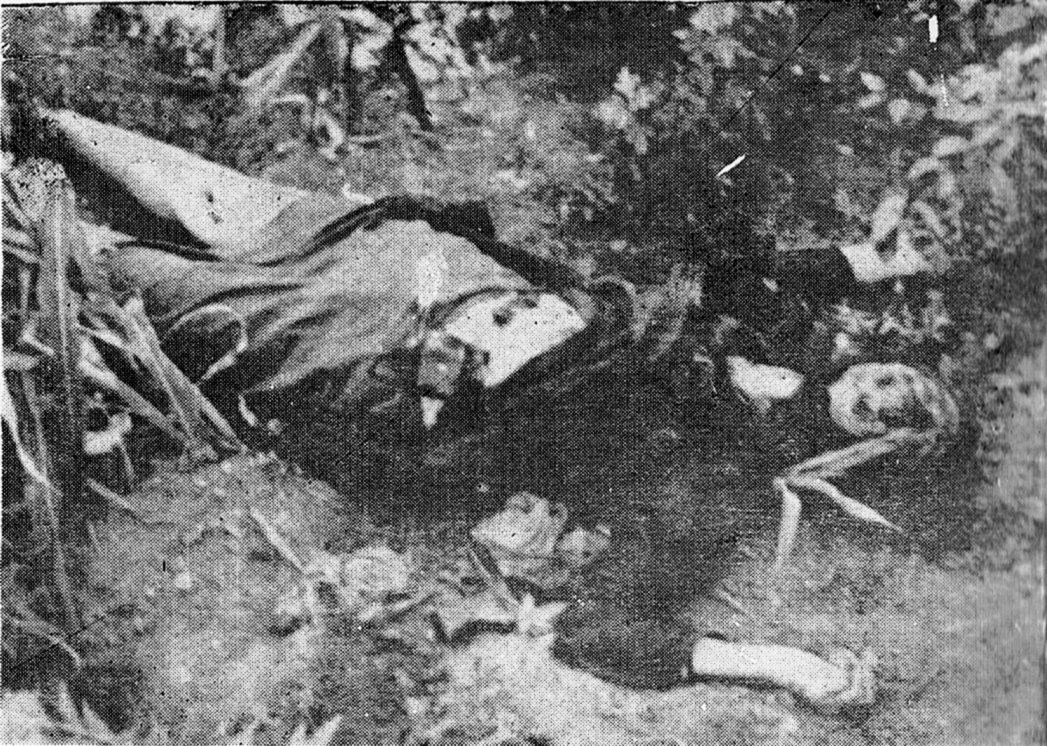
Тіло Вера Циривири - Трена - побитої, зарізаної багнетами болгарськими фашистами.

В ніч з 14 на 15 липня 1944 Веру Циривири розкрила болгарська поліція, заблокувавши її будинок. Вера зуміла вибратися та побігла до сусідніх будинків, але на її прохання про допомогу ніхто не відкрив двері і навіть не відгукнувся. Коли вона перебиралася через огорожу одного з будинків, поліцейські почали погоню за нею. Усвідомивши, що сховатися вона не зможе, Вера вчинила самогубство, щоб поліція не схопила її живцем.

## Пам'ять
В даний час в Македонії ім'я Вери Циривари носять кілька дитячих садків міста Штип, а також початкові школи в містечках Карпош (передмістя Скоп'є) і Дебреште. У рідному Прілепі був встановлений пам'ятник Циривари.